# 中華傳道會許大同學校

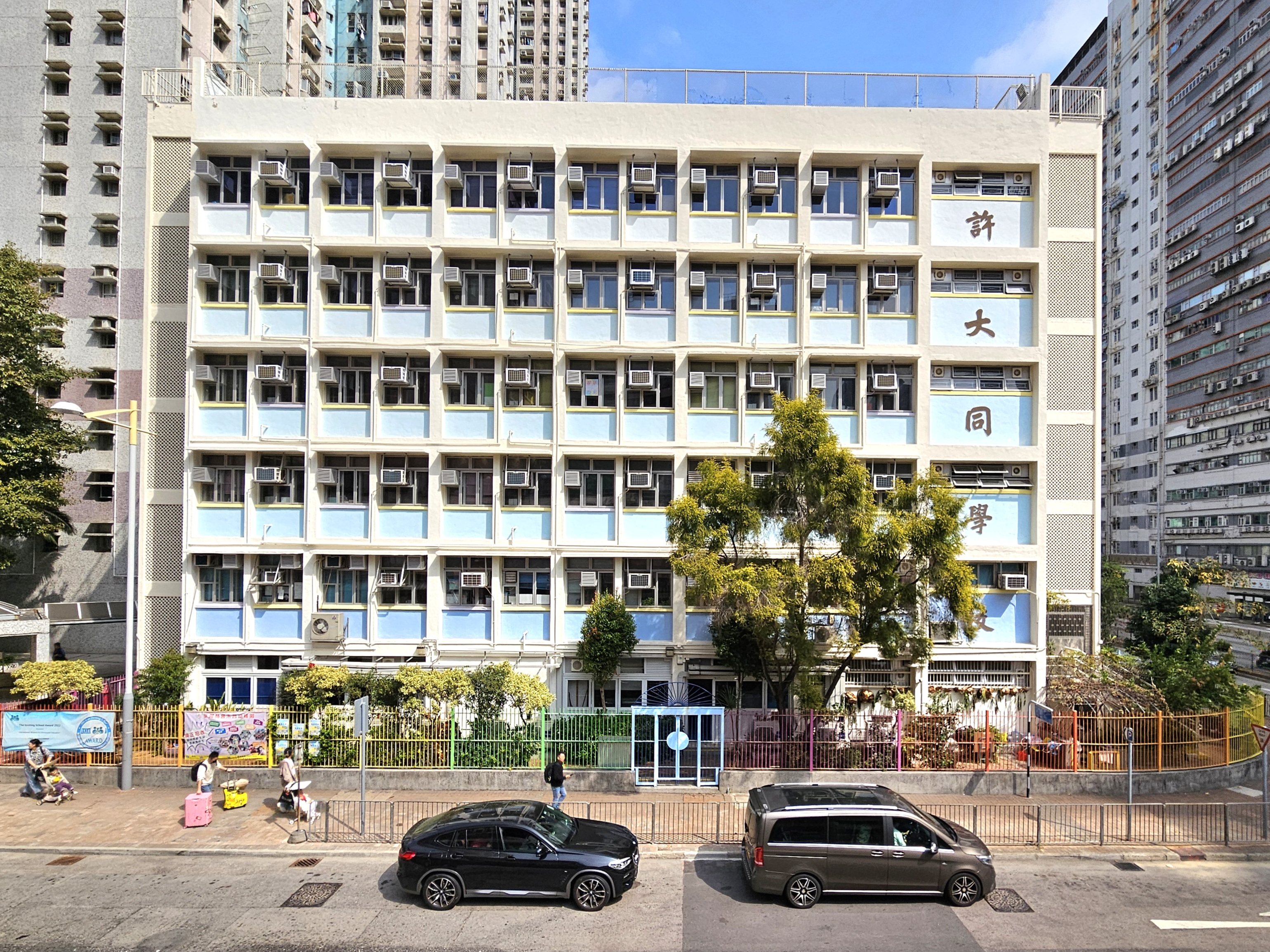
葵涌中心望向中華傳道會許大同學校

中華傳道會許大同學校（英語：CNEC Ta Tung School），簡稱許大同，為香港一所政府津貼男女文法小學，辦學團體為中華傳道會。校舍坐落於新界葵涌葵興邨，是該邨重建後剩下的唯一一座舊有建築物。

## 校政管理
歷任校監
- 吳國寶 先生[1]
- 劉知三 先生[2]
- 林明祥 先生

歷任校長
- 馬樹逸 先生（上午校）[3]
- 郭湛恩 先生（下午校）[3]
- 楊若夔 女士（上午校/全日制）[4][5]
- 鄧樹南 先生[2]
- 王少超 先生

## 教職員編制
全體教職員共49位，包括校長、副校長、教師及核准編制外教師。

## 校訓及辦學宗旨
- 校訓：勤、誠、愛神
- 辦學宗旨：以聖經真理為基礎提供全人教育；悉心教導、愛護和見證，讓學生體驗基督教的真理；提供完備及適切課程和德育培訓；協助最有需要學生, 完成辦學使命；培養學生好學自律、有禮合群、熱愛生命、勇於承擔、貢獻社會。[6]

## 學校設施
籃球場、排球場、新翼禮堂、電腦室、兩間音樂室、視藝室、學生活動中心、校園電視台、英文活動室、常識室（科技研習室）、三間小組學習室、學生支援室、升降機及傷健人士洗手間、三角花園、天台花園、自然研習徑、校牧室。

## 姊妹中小學

### 中學
- 中華傳道會劉永生中學（柴灣）
- 中華傳道會李賢堯紀念中學（葵盛；原聯繫學校）
- 中華傳道會安柱中學（石梨）

### 小學
- 中華傳道會呂明才小學（青衣）

## 外部連結
- 中華傳道會許大同學校（页面存档备份，存于）